# Sans-Vallois
Sans-Vallois település Franciaországban, Vosges megyében. Lakosainak száma 129 fő (2022. január 1.). Sans-Vallois Dombasle-devant-Darney, Dommartin-lès-Vallois, Jésonville, Valfroicourt és Les Vallois községekkel határos.

## Népesség
A település népessége az elmúlt években az alábbi módon változott:
| Lakosok száma | 125  | 133  | 146  | 133  | 131  | 128  | 128  | 128  | 129  |
|               | 2013 | 2015 | 2016 | 2017 | 2018 | 2019 | 2020 | 2021 | 2022 |